# Local Girls
Local Girls (Chicas locales en español) es una canción de rock del músico británico Graham Parker, grabada junto a su banda de apoyo The Rumour. La canción fue lanzada como sencillo en julio de 1979 y estaba incluida en el álbum de Parker Squeezing Out Sparks, lanzado en marzo de 1979.
La canción fue escrita por Parker, inspirandose en las mujeres de su natal Londres y buscaba capturar la esencia de la vida en los suburbios londinienses de los finales de los años 70. La canción sigue siendo una de las más conocidas del músico británico.